# Kinnekullea
Kinnekullea is een geslacht van uitgestorven kreeftachtigen uit de klasse van de Ostracoda (mosselkreeftjes).

## Soorten
- Kinnekullea adjuncta Sidaravichiene, 1992 †
- Kinnekullea henningsmoeni Neckaja, 1966 †
- Kinnekullea herrigi Schallreuter, 1971 †
- Kinnekullea hesslandi Henningsmoen, 1948 †
- Kinnekullea hofsteni Henningsmoen, 1948 †
- Kinnekullea intermedia Gailite, 1975 †
- Kinnekullea martinssoni Gailite, 1970 †
- Kinnekullea morzadeci Vannier, 1986 †
- Kinnekullea reducta Sidaravichiene, 1992 †
- Kinnekullea rhorslundi Henningsmoen, 1948 †
- Kinnekullea semiermis Neckaja, 1966 †
- Kinnekullea slavica Sidaravichiene, 1992 †
- Kinnekullea waerni Henningsmoen, 1948 †